# Phyllostegia ambigua
Phyllostegia ambigua là một loài thực vật có hoa trong họ Hoa môi. Loài này được (A.Gray) Hillebr. miêu tả khoa học đầu tiên năm 1888.